# Ringkøbing Gymnasium
Ringkøbing Gymnasium er et lille gymnasium i den vestjyske by Ringkøbing.
Gymnasiets rektor siden 1. september 2020 er Lars Roesen. Han afløste Tonny Hansen, der havde været rektor for gymnasiet i 15 år.

## Eksternt link
Ringkøbing Gymnasium
| Skole | Spire Denne artikel om en skole, en uddannelsesinstitution eller uddannelse er en spire som bør udbygges. Du er velkommen til at hjælpe Wikipedia ved at udvide den. |

|  | Denne artikel om en bygning eller et bygningsværk kan blive bedre, hvis der indsættes et (bedre) billede. Du kan hjælpe ved at afsøge Wikimedia Commons for et passende billede eller lægge et op på Wikimedia Commons med en af de tilladte licenser og indsætte det i artiklen. |

56°5′36.31″N 8°15′36.47″Ø / 56.0934194°N 8.2601306°Ø